# Parafia Matki Bożej Bolesnej w Zaczarniu
Parafia Matki Bożej Bolesnej w Zaczarniu – parafia rzymskokatolicka, znajdująca się w diecezji tarnowskiej, w dekanacie Tarnów - Północ.